# چیمبای
چیمبای (به ازبکی: Chimboy، چیمبای)(به قره‌قالپاقی: Shımbay، شىُمبای) شهری در قره‌قالپاقستان کشور ازبکستان است که در سرشماری سال ۲۰۱۰ میلادی، ۳۹٬۷۸۰ نفر جمعیت داشته است.

## آب و هوا
| داده‌های اقلیم چیمبای               | داده‌های اقلیم چیمبای | داده‌های اقلیم چیمبای | داده‌های اقلیم چیمبای | داده‌های اقلیم چیمبای | داده‌های اقلیم چیمبای | داده‌های اقلیم چیمبای | داده‌های اقلیم چیمبای | داده‌های اقلیم چیمبای | داده‌های اقلیم چیمبای | داده‌های اقلیم چیمبای | داده‌های اقلیم چیمبای | داده‌های اقلیم چیمبای | داده‌های اقلیم چیمبای |
| ماه                                | ژانویه               | فوریه                | مارس                 | آوریل                | مه                   | ژوئن                 | ژوئیه                | اوت                  | سپتامبر              | اکتبر                | نوامبر               | دسامبر               | سال                  |
| ---------------------------------- | -------------------- | -------------------- | -------------------- | -------------------- | -------------------- | -------------------- | -------------------- | -------------------- | -------------------- | -------------------- | -------------------- | -------------------- | -------------------- |
| سابقهٔ بیش‌ترین °C (°F)              | ۱۷٫۰ (۶۳)            | ۲۷٫۷ (۸۲)            | ۳۱٫۸ (۸۹)            | ۳۷٫۱ (۹۹)            | ۴۳٫۵ (۱۱۰)           | ۴۳٫۳ (۱۱۰)           | ۴۶٫۵ (۱۱۶)           | ۴۶٫۰ (۱۱۵)           | ۴۱٫۰ (۱۰۶)           | ۳۳٫۸ (۹۳)            | ۲۷٫۲ (۸۱)            | ۲۰٫۰ (۶۸)            | ۴۶٫۵ (۱۱۶)           |
| میانگین بیش‌ترین °C (°F)            | ۰٫۵ (۳۳)             | ۳٫۸ (۳۹)             | ۱۲٫۵ (۵۵)            | ۲۱٫۹ (۷۱)            | ۲۹٫۰ (۸۴)            | ۳۴٫۱ (۹۳)            | ۳۵٫۶ (۹۶)            | ۳۴٫۰ (۹۳)            | ۲۷٫۴ (۸۱)            | ۱۹٫۶ (۶۷)            | ۹٫۳ (۴۹)             | ۲٫۳ (۳۶)             | ۱۹٫۱۷ (۶۶٫۴)         |
| میانگین روزانه °C (°F)             | −۴٫۳ (۲۴)            | −۲٫۱ (۲۸)            | ۵٫۶ (۴۲)             | ۱۴٫۵ (۵۸)            | ۲۱٫۶ (۷۱)            | ۲۶٫۷ (۸۰)            | ۲۸٫۲ (۸۳)            | ۲۵٫۹ (۷۹)            | ۱۸٫۹ (۶۶)            | ۱۱٫۲ (۵۲)            | ۳٫۰ (۳۷)             | −۲٫۶ (۲۷)            | ۱۲٫۲۲ (۵۳٫۹)         |
| میانگین کم‌ترین °C (°F)             | −۸٫۳ (۱۷)            | −۶٫۹ (۲۰)            | −۰٫۳ (۳۱)            | ۷٫۷ (۴۶)             | ۱۴٫۲ (۵۸)            | ۱۸٫۹ (۶۶)            | ۲۰٫۶ (۶۹)            | ۱۸٫۳ (۶۵)            | ۱۱٫۴ (۵۳)            | ۳٫۹ (۳۹)             | −۲٫۳ (۲۸)            | −۶٫۷ (۲۰)            | ۵٫۸۸ (۴۲٫۷)          |
| سابقهٔ کم‌ترین °C (°F)               | −۳۳٫۷ (−۲۹)          | −۲۹٫۶ (−۲۱)          | −۲۲٫۶ (−۹)           | −۱۰٫۴ (۱۳)           | −۰٫۵ (۳۱)            | ۵٫۹ (۴۳)             | ۸٫۴ (۴۷)             | ۶٫۸ (۴۴)             | −۳٫۶ (۲۶)            | −۱۳٫۲ (۸)            | −۲۵٫۵ (−۱۴)          | −۲۹٫۷ (−۲۱)          | −۳۳٫۷ (−۲۹)          |
| بارندگی میلی‌متر (اینچ)             | ۱۱٫۲ (۰٫۴۴)          | ۱۲٫۰ (۰٫۴۷)          | ۱۸٫۷ (۰٫۷۴)          | ۱۹٫۱ (۰٫۷۵)          | ۲۱٫۰ (۰٫۸۳)          | ۷٫۲ (۰٫۲۸)           | ۲٫۷ (۰٫۱۱)           | ۳٫۱ (۰٫۱۲)           | ۴٫۶ (۰٫۱۸)           | ۸٫۱ (۰٫۳۲)           | ۱۵٫۳ (۰٫۶)           | ۱۰٫۲ (۰٫۴)           | ۱۳۳٫۲ (۵٫۲۴)         |
| میانگین روزهای بارانی              | ۲                    | ۲                    | ۴                    | ۴                    | ۴                    | ۲                    | ۱                    | ۱                    | ۲                    | ۳                    | ۴                    | ۳                    | ۳۲                   |
| میانگین روزهای برفی                | ۵                    | ۳                    | ۲                    | ۰٫۳                  | ۰                    | ۰                    | ۰                    | ۰                    | ۰                    | ۰٫۲                  | ۱                    | ۴                    | ۱۶                   |
| درصد رطوبت                         | ۷۵                   | ۷۱                   | ۶۳                   | ۵۲                   | ۴۸                   | ۴۴                   | ۴۴                   | ۴۷                   | ۵۰                   | ۵۷                   | ۶۸                   | ۷۳                   | ۵۸                   |
| میانگین روزانه ساعت‌های تابش آفتاب  | ۱۱۹                  | ۱۴۳                  | ۱۶۹                  | ۲۲۰                  | ۳۱۷                  | ۳۶۲                  | ۳۷۵                  | ۳۸۰                  | ۲۸۸                  | ۲۲۴                  | ۱۵۰                  | ۱۰۴                  | ۲٬۸۵۱                |
| منبع شماره ۱:                      |                      |                      |                      |                      |                      |                      |                      |                      |                      |                      |                      |                      |                      |
| منبع شماره ۲: NOAA (sun 1961–1990) |                      |                      |                      |                      |                      |                      |                      |                      |                      |                      |                      |                      |                      |